# SN 2001kl
SN 2001kl – supernowa typu Ia odkryta 22 stycznia 2001 roku w galaktyce A030851-0110. W momencie odkrycia miała maksymalną jasność 20,40m.